# Cornelius Heinrich Dretzel
Cornelius Heinrich Dretzel est un compositeur, organiste et musicologue allemand baptisé à Nuremberg, en Bavière, le 18 septembre 1697 et décédé dans la même ville le 7 mai 1775.

## Biographie
Il fut probablement un élève de Wilhelm Hieronymus Pachelbel, fils aîné de Johann Christoph Pachelbel, avant de suivre l'enseignement de Johann Sebastian Bach à Weimar en 1716 - 1717. Il semble qu'il ait ensuite passé le reste de sa vie à Nuremberg, sa ville natale en tant qu'organiste à la Frauenkirche, à Saint-Lorenz et Saint-Sebald.
Dretzel semble avoir excellé dans l'exercice du contrepoint et des fugues pour clavier, héritage de l'enseignement de Bach. Le prélude et fugue BWV 897, un temps attribué à Bach, lui a été rendu plus tard. Des divertimenti de sa plume, un temps égarés, ont été retrouvés dans une collection détenue par Haydn. On lui connaît surtout quelque 900 mélodies pour chorals.